# هابیل ارگاناراز
هابیل ارگاناراز (انگلیسی: Abel Argañaraz؛ زادهٔ ۲۱ ژوئیهٔ ۱۹۹۸) بازیکن فوتبال اهل آرژانتین است.
وی همچنین در تیم ملی فوتبال Argentina U17 بازی کرده‌است.